# Ахул
Ахул (енгл. Ahool) је криптид који наводно живи у шумама на острву Јава

## Етимологија назива
Име овог бића долази од звуку којег овај криптид производи.
Други називи за ахула су још атул (енгл. Athol) и аул (енгл. Aul).

## Опис ахула
Описује се као биће налик на великог шишмиша прекривеног са тамносивим крзном. Лице овог бића је налик на човјеколиког мајмуна. Распон крила овог бића је око 3 метра, са црвенкастом бојом коже са доње стране крила. Ноћна је животиња и храни се рибама и мањим шумским животињама. Територијална је животиња и зна нападати људе са својим оштрим канџама на ногама.

#### У креационизму
Према ријечима креациониста ахул је један од доказа постојања живи диносауруса. Они га описују као биће налик на птеросауруса. Висок је 1,40 метар, има коаста крила распона око 3 метра налик крилима код шишмиша, црну-тамносмеђу кожу без длака, има танак и кратак врат, дуг кљун са ситним зубима, и мале кратке ноге. Ово биће храни се рибама, и активно је и дању и ноћу.

## Хронологија сусрета са овим бићем и виђења
- 1925. године др. Ернест Бартелс[5][6] је прва особа која је извјештавала и записала постојање овог бића. Према његовим ријечима, ахул живи у најдубљим дјеловима џунгли на острву Јава.

## Могуће објашњење овог криптида
Постоји неколико могући објашњења за овог криптида:
- Што се тиче звукова које ахул производи, могуће објашњење је јаванска или Бартелсова смеђа шумска сова[7] - подврста смеђе шумске сове која настањује острво Јаву. Ова сова је позната по гласним, снажним хоох гласањем са дугим паузама између понављања;
- Што се тиче виђења ахула могућа објашњење су:
  - јаванска или Бартелсова смеђа шумска сова[8][9],
  - обична пјегава шумска сова (лат. Strix seloputo seloputo) - подврста пјегаве сове која настањује острво Јаву[7][8][9],
- и велика летећа лисица (лат. Pteropus vampyrus) - врста шишмиша која се може пронаћи на оству Јава.

- обична пјегава шумска сова
- обична пјегава шумска сова
- јаванска или Бартелсова смеђа шумска сова
- јаванска или Бартелсова смеђа шумска сова
- велика летећа лисица
- велика летећа лисица у лету